# インターネット標準
インターネット標準（インターネットひょうじゅん、英: Internet standard）は、インターネット技術および方法論の中で Internet Engineering Task Force (IETF) が査読の後にオープン標準として承認したものを指す。
最初にインターネットドラフトとして提出され、（通常何回か改版を重ねた後）Request for Comments (RFC) として公表される（ただし、当初は覚書扱い）。その後 RFC は、proposed standard（標準化への提唱）、standard（標準）の2つの成熟段階を経て発展する。これらの段階を「インターネット標準化過程（Standard Track）」と総称し、RFC 2026 ならびに RFC 6410 で定義されている。かつてはproposed standardとstandardの間にdraft standard（標準化への草稿）が存在する3段階であったが、RFC 6410で2段階に変更された。
全ての RFC が標準化過程のいずれかの時点にあるわけではない。標準化とは関係ない RFC については Request for Comments を参照されたい。

## 標準化への提唱
「標準化への提唱」にある文書の内容は、既に安定して確立された技術であり、既存の問題の解決を与えるものとならなければならない。公開することで幅広い査読を受け、その価値をコミュニティに認めてもらう。次の段階に進むには、査読結果のコメントを反映しなければならず、場合によっては大幅な変更が必要となることもある。通常、この段階で実装や実験は必要とされない。

## 標準化への草稿（廃止）
相互運用可能な独立した2つ以上の実装で運用実績を積み重ねることで、次の「標準化への草稿」へと進むことが可能となる。「標準化への草稿」での記述は最終版と見なされ、修正は何らかの問題が発生したとき、それを解決するためにのみ行う。多くの場合、各ベンダーはこの段階の仕様を一般に市場に出回る製品に実装する。

## 標準
多数の実装と十分な運用実績を積み重ねた仕様が「インターネット標準」となる。インターネット標準は単に「標準（Standard）」とも呼ばれ、高度な技術的成熟度とその仕様がインターネットコミュニティにとって有意義であるという特徴がある。
一般にインターネット標準は、プロトコル、メッセージ形式、スキーマ、言語などを定義することでインターネットでのシステム相互運用性をカバーする。最も基本的な標準はインターネットプロトコルを定義するものである。
全てのインターネット標準には STD シリーズの番号が付与される。STD シリーズの番号は1つ以上のRFCに対応していることが多い。例えば、STD 8 は telnet プロトコルを定義しており、RFC 854 と RFC 855 が対応している。STD シリーズの最初の文書 STD 1 には同シリーズに含まれる全文書と、提案中の全標準候補がリストアップされていた。RFC 文書としての更新が滞り、オンラインで公開されたリストが好まれるようになっていたため、RFC 文書としての公開を廃止することが2013年12月にRFC 7100で公表された。